# Нордерштедт
Нордерштедт (нем. Norderstedt) — город в Германии, в земле Шлезвиг-Гольштейн.
Входит в состав района Зегеберг. Население составляет 71 992 человека (на 31 декабря 2010 года). Занимает площадь 58,1 км². Официальный код — 01 0 60 063.
Город подразделяется на 5 городских районов.
Нордерштедт был образован путём слияния 4 городов 1 января 1970 года: Фридрихсгабе и Гарштедт, входившие в состав района Пиннеберг, а также Гласхютте и Харксхайде района Штормарн. Новообразованный город был приписан к району Зегеберг.